# Franklin Grove
Franklin Grove – wieś w Stanach Zjednoczonych, w stanie Illinois, w hrabstwie Lee.